# Raïon de Lityn
Le raïon de Lityn (ukrainien : Літинський район) est une subdivision administrative de l'oblast de Vinnytsia, dans l'Ouest de l'Ukraine. Son centre administratif est la ville de Lityn.